# شعار النبالة للإمبراطورية النمساوية المجرية

شعار النبالة النمسا-المجر من عام 1915 حتى عام 1918.

كان شعار النبالة للإمبراطورية النمساوية المجرية رمزًا لتلك الدولة خلال فترة حكمها، الممتدة من التسوية النمساوية المجرية عام 1867 حتى انهيارها عام 1918. تم استخدام النسر ذو الرأسين، وهو شعار عائلة هابسبورغ-لورين الحاكمة، من قبل المؤسسات الإمبراطورية والملكية المشتركة (كوك) في النمسا-المجر، أو الملكية المزدوجة.
بالإضافة إلى ذلك، احتفظ كل من الجزءين المكونين لهذا الاتحاد الحقيقي بشعار نبالة خاص به.
كما كان النسر ذو الرأسين يذكرنا بـ Reichsadler، شارة الإمبراطورية الرومانية المقدسة ، ورمز النصف السيسليثاني ("النمساوي") من الاتحاد الحقيقي، حثت الحكومة المجرية على إدخال شعار مشترك جديد . حدث ذلك في عام 1915، في خضم الحرب العالمية الأولى.
جمعت الشارة الجديدة بين شعارات النبالة للنصفين المنفصلين من الملكية المزدوجة. تم ربط هذه الشعارات بشعارات سلالة هابسبورغ-لورين وشعار indivisibiliter ac inseparabiliter ("غير قابل للتجزئة ولا ينفصل") (بالمجرية: oszthatatlan és elválaszthatatlan).

## معطف مشترك من الأسلحة
| معطف الاذرع | تاريخ     | يستخدم                      | وصف |
| ----------- | --------- | --------------------------- | --- |
|             | 1867-1915 | شعار النبالة الأقل شيوعًا    | شعار النبالة الإمبراطوري الملكي ( ك ك ) للإمبراطورية النمساوية منذ عام 1804: النسر ذو الرأسين بأذرع منظمة لهابسبورغ وبابنبرغ ولورين معروض على شعار النبالة ووسام الصوف الذهبي والتاج الإمبراطوري                                                      |
|             | 1867-1915 | معطف مشترك متوسط من الأسلحة | مع شعارات (عكس اتجاه عقارب الساعة): المجر ، غاليسيا ، النمسا السفلى ، سالزبورغ ، ستيريا ، تيرول ، كارينثيا وكارنيولا ، سيليزيا ومورافيا ، ترانسيلفانيا ، إليريا ، وبوهيميا                                                                            |
|             | 1915-1916 | شعار النبالة الأقل شيوعًا    | شعار النبالة الأصغر لسيسليثانيا وترانسليثانيا تحت التاج الإمبراطوري وتاج القديس ستيفن . ، مرتبطة بشعارات هابسبورغ-لورين المتوجة، وسام الصوف الذهبي ، وشعار "indivisibiliter ac inseparabiliter"                                                       |
|             | 1916-1918 | شعار النبالة الأقل شيوعًا    | شعار النبالة الأصغر لسيسليثانيا وترانسليثانيا تحت التاج الإمبراطوري وتاج القديس ستيفن . ، مرتبطة بشعارات هابسبورغ-لورين المتوجة، وسام الصوف الذهبي ، والشعار غير القابل للتجزئة (مثل نسخة 1915 مع إضافة كرواتيا إلى أذرع أقل لأراضي تاج القديس ستيفن) |
|             | 1915–1918 | معطف مشترك متوسط من الأسلحة | شعار النبالة المتوسط لسيسليثانيا وترانسليثانيا (انظر أدناه) مع المؤيدين : غريفين في الحاذق (للنمسا) وملاك (للهنغاريا) في الشرير. |

## شعار النبالة للدولتين المؤسستين
| معطف الاذرع | تاريخ     | يستخدم                        | وصف |
| ----------- | --------- | ----------------------------- | --- |
|             | 1915-1918 | شعار النبالة المتوسط للنمسا   | |
|             | 1915-1918 | شعار النبالة الصغير للنمسا    | |
|             | 1915-1918 | شعار النبالة المتوسط في المجر | ما يسمى بـ "شعار النبالة الملائكي" مع شعارات النبالة لكرواتيا وسلافونيا ودالماتيا والبوسنة والهرسك وترانسيلفانيا ومدينة رييكا ومملكة المجر |
|             | 1916-1918 | شعار المجر الصغير             | شعارات النبالة لمملكة المجر ومملكة كرواتيا ، المملكتان اللتان أنشأتا أراضي تاج القديس ستيفن بشكل قانوني                                    |

| معطف الاذرع | تاريخ     | يستخدم                   | وصف                       |
| ----------- | --------- | ------------------------ | ------------------------- |
|             | 1867-1918 | مملكة بوهيميا            |                           |
|             | 1867-1918 | مملكة كرواتيا-سلافونيا   | شعار النبالة لمملكة تريون |
|             | 1867-1918 | مملكة دالماتيا           |                           |
|             | 1804-1918 | مملكة غاليسيا ولودوميريا |                           |
|             | 1867-1918 | دوقية ستيريا             |                           |
|             | 1867-1918 | مرغريفية استريا          |                           |
|             | 1878-1918 | عمارات البوسنة والهرسك   |                           |

## أنظر أيضا
- شعار النبالة للنمسا
- شعار النبالة للمجر

## روابط خارجية
1. ↑  "Rendeletek tára, 1915 | Könyvtár | Hungaricana". library.hungaricana.hu. مؤرشف من الأصل في 2022-12-22. اطلع عليه بتاريخ 2023-04-22.
2. ↑  "Rendeletek tára, 1915 | Könyvtár | Hungaricana". library.hungaricana.hu. مؤرشف من الأصل في 2022-12-22. اطلع عليه بتاريخ 2023-04-22.